# Riksby gård, Bromma

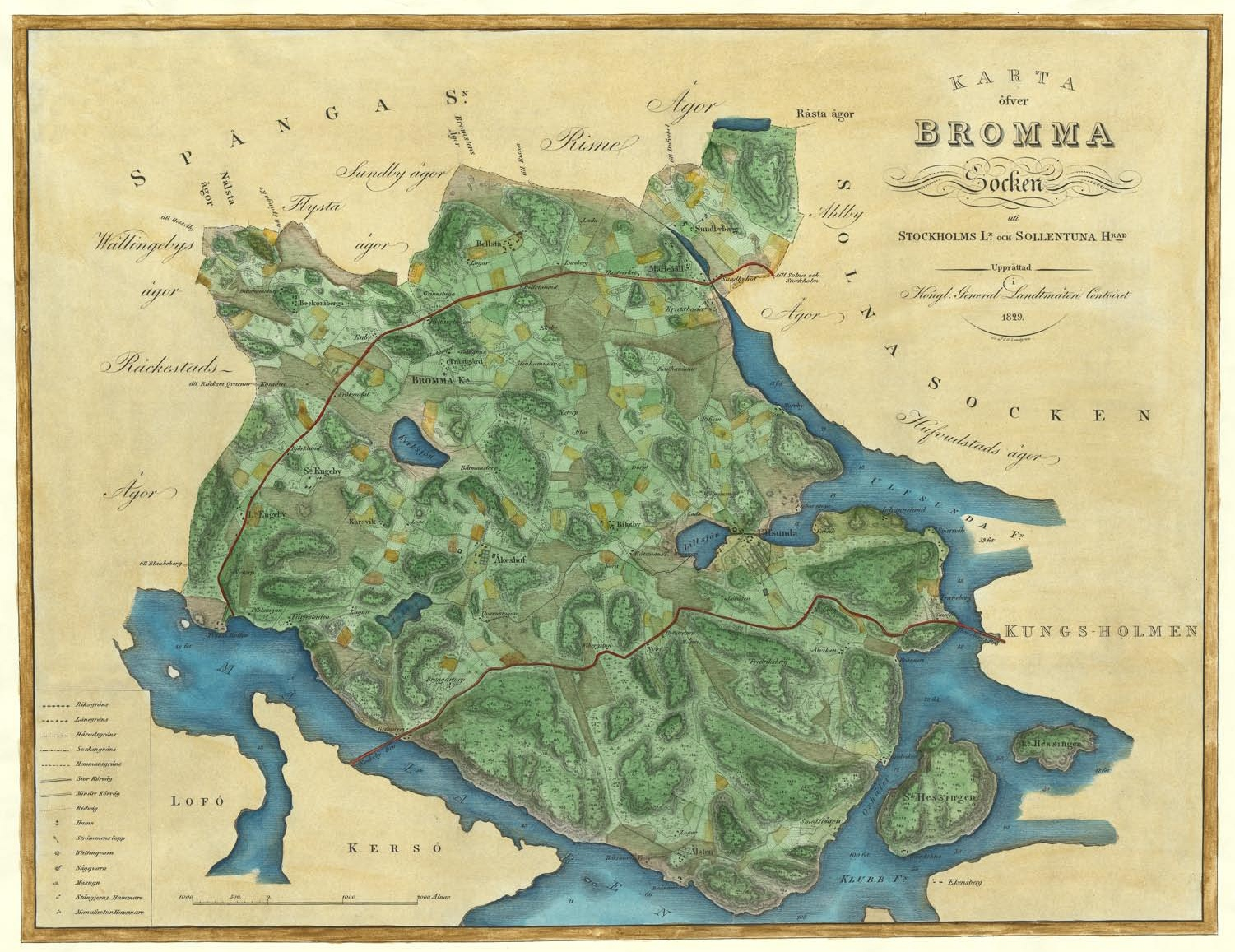
Karta öfver Bromma Socken uti Stockholms län och Sollentuna härad, 1829. Kongl. General Landtmäteri Contoiret.

Riksby gård var en gård som en gång låg i södra Riksby i Bromma socken väster om Stockholm. Gården låg sannolikt intill nuvarande skola vid Riksbyvägen, strax norr om Riksbyskolan, i stadsdelen Riksby. Gården låg i södra delen av det koloniområde som stadsplanelades och utbyggdes. Det är inte känt när gården byggdes. Riksby gård fanns kvar till omkring 1930. Enligt en annan uppgift i fil.dr Sixten Rönnows Minnesskrift 1937, utgiven av Olovslunds Trädgårdsstadsförening, Olovslund förr och nu, säger han att själva Riksby gård brann ner till grunden år 1898 och inte har återuppförts. På 1890-talet räknades Olovslunds mark som avsöndrad från Riksby gård under Åkeshov.

## Namnet
I området fanns ursprungligen en gård med bynamnet Riksby. Gården avstyckades till flera gårdar efter hand, bland annat kanske vid arvskiften. Ord på by betydde från början gård, men kom sedan att betyda en samling gårdar. Namn på –by i Bromma anses härröra från vikingatiden. År 1409 skrevs Ängby Engiaby, som betyder "gården vid ängarna" och Norrby betyder "gården norr om (Ulvsunda)". Förleden av namnet Riksby är ett personnamn. Namnet omtalas första gången 1409, då det skrevs Rodhgersby. Det är genitiv för fornsvenska för Rødhger. I en handling från 1447 skrivs namnet rødgorzsby och 1451 rodgerby. Såsom förled innehåller det mansnamnet Rödhger, enligt namnforskaren Jöran Sahlgren. I jordeböckerna möter man skiftande skrivningar. Senare har byn skrivits Röggersby och Ryggersby och i 1539 års jordebok stavades namnet Rygelssebi. I 1639 års jordebok skevs det Rijckzbij och 1715 skrevs namnet Rycksby. Formen Riksby har tillkommit genom felskrivning i en handling från 1767, enligt Jöran Sahlgren.

## Riksby var en av gårdarna runt Lillsjön

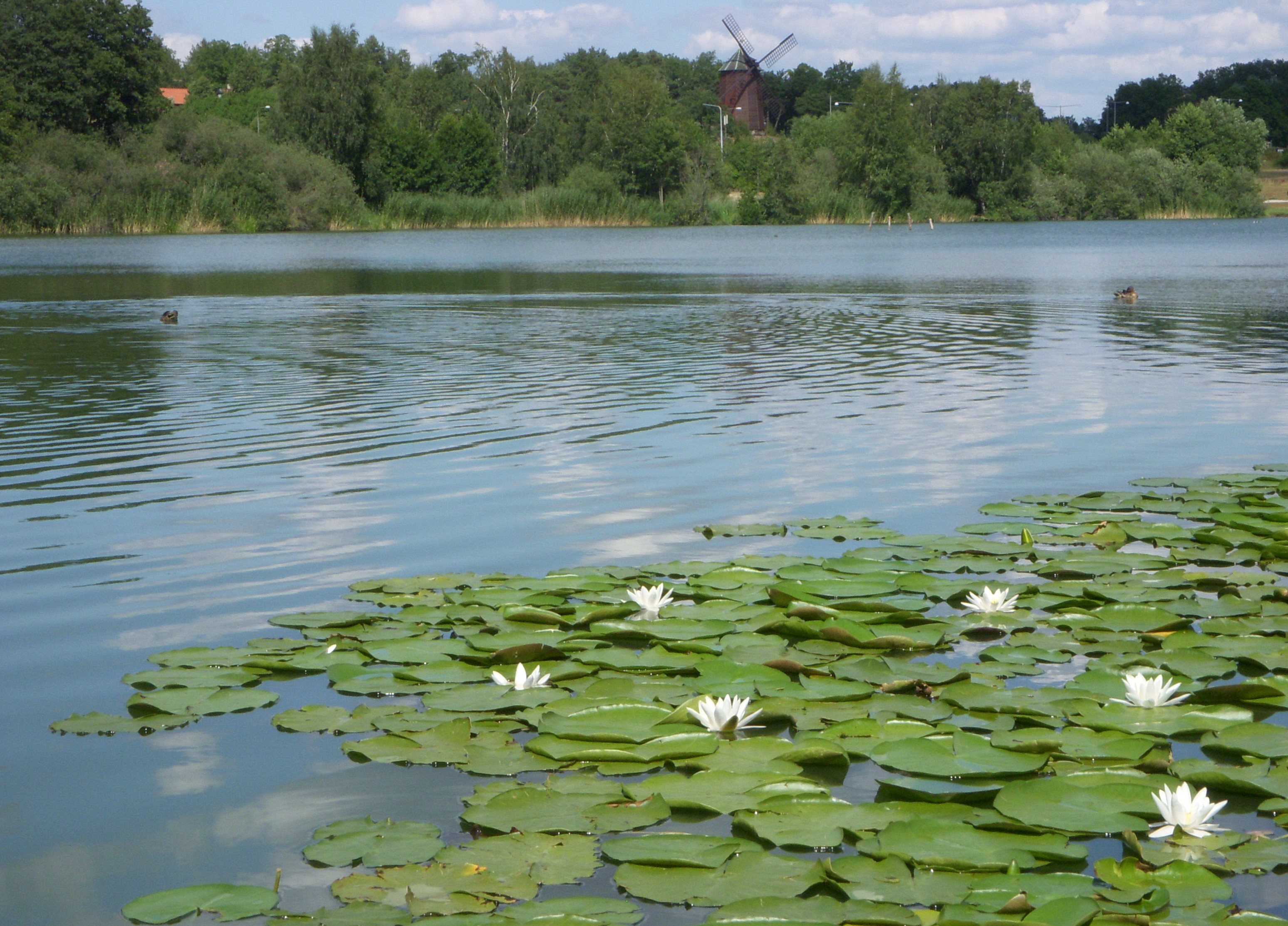
Lillsjön med Ulvsunda kvarn.

Under äldre järnåldern sträckte sig ett sund förbi Brommaplan och ner mot nuvarande Djupdalsvägen. Under järnåldern var Lillsjön betydligt större än idag. Runt Lillsjön låg Riksby gård, Nora gård, Linta by och Ulvsunda gård (Ulsundi eller Ulsunti). På en runsten från 1000-talet, som man fann väster om Lillsjön nära Norrby båtsmanstorp, stod att bonden Björn bodde i Ulvsunda (Ulsundi). Inristningen i stenen lyder i översättning: "Sinar och Torkil och Vifastr lät resa sten efter Björn, fader sin, bonde god, byggde Ulvsundi." Idag är runstenen försvunnen. Men Ulvsunda är således det äldsta kända gårdsnamnet i Bromma.

## Riksbytorp
Enligt en karta från 1780 låg Riksbytorp 500 meter nordost om Riksby gård och 500 meter nordväst om Lillsjön. På dagens karta bör torpet ha legat i stadsdelen Riksby, men torpet är inte markerat på stadsdelskartan. I husförhörsprotokoll från 1810 nämns Riksby statstuga, eller backstuga, med mjölkarrendatorn Stenberg med familj och fattighjon, men det är dock oklart om det är Riksbytorp.

## Gravfälten kring Riksby gård

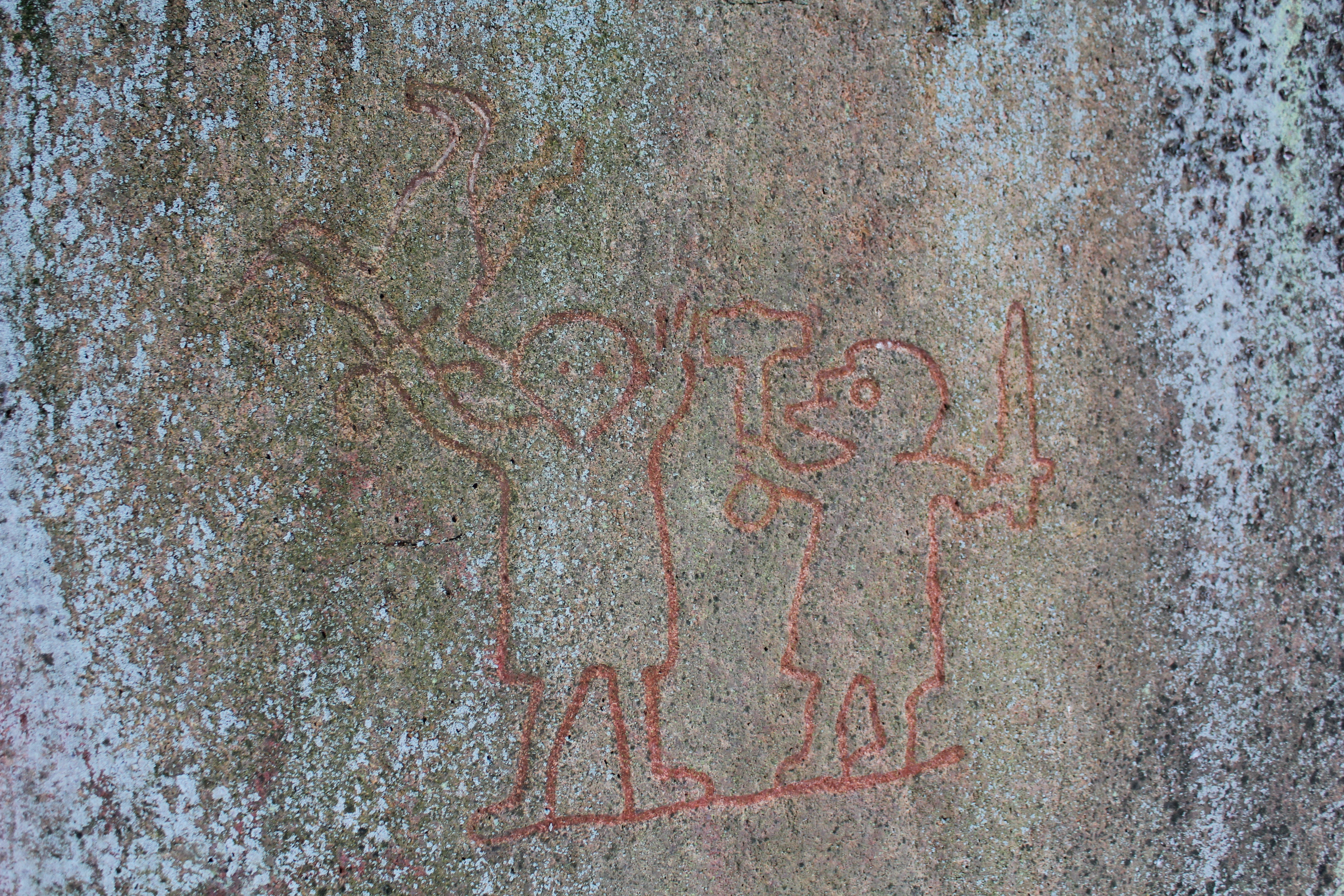
Bildristningen, Riksbyristningen, föreställer gudarna Oden och Tor. Oden har sina båda korpar Hugin och Munin och Tor är utrustad med sin hammare Mjölner. Hugin och Munin var Odens korpar i nordisk mytologi. Tor var en fornnordisk åskgud. I fornnordisk mytologi är Mjölner åskguden Tors hammare.

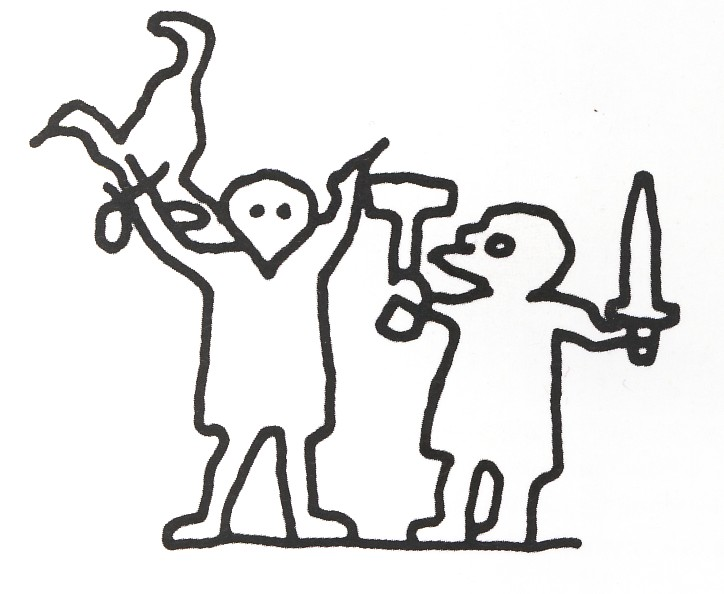
Riksbyristningen är även logotyp för Bromma hembygdsförening.

Redan under yngre järnålder fanns Riksby. Gravfälten som ligger väster, öster och norr om Riksby vittnar om detta. Nära den forna byplatsen finns således ett gravfält, RAÄ 12, förmodligen från vikingatiden. Det gravfält som ligger närmast Riksby gård ligger strax väster om Riksby bollplan i skogsbrynet till Lokelundens fornborg (Riksby fornborg eller Riksby skansar) norr om Brommaplan. Ett 30-tal gravar finns här. Av dessa är gravar är fyra högar. På andra sidan Riksby koloniträdgårdsområde ligger ett gravfält med ett tiotal gravar alldeles norr om bildristningen, Riksbyristningen, den ristning som visar de hedniska gudarna Oden och Tor. Bromma hembygdsförening har ristningen som förebild för sin logotyp. Sannolikt är ristningen från historisk tid (1600-tal eller 1800-tal), enligt Nils Ringstedt. Men enligt hällristningsexpert Sven-Gunnar Broström kan den dock mycket väl vara vikingatida. Han anser att linjerna inte är tunnare än på vissa runstenar. Strax söder om flygfältet ligger ett gravfält från yngre järnåldern med 37 gravar, som dock kan ha tillhört Glia by. Nära koloniområdet i Riksby ligger en 145 meter lång stensträng i Lokelunden, det är en lång vallanläggning, som ger intryck av hög ålder. Stensättningen, RAÄ 17, är 9 meter i diameter och delundersökt. Den ligger i en mycket blockrik terräng söder om flygfältet och cirka 55 meter sydsydväst om Salixvägen nära koloniområdet i Riksby.
År 1409 höll riddaren och riksrådet Thord Bonde (död 1417) räfsteting med allmogen i Sollentuna. Thord Bonde (Röriksson) var Bo Jonsson (Grip)s fogde i Finland, år 1403 utsågs han till hövitsman på Viborgs slott. Vid räfstetinget 1409 tilldömdes Kronan då den skatt i Rodhgersby som dittills upptagits av Helgeandshuset i Stockholm. Två landbönder nämns i 1539 års jordebok, Mats och Staffan. Var och en upptogs för 6 öresland. Endast en gård omtalas i jordeboken 1653, ett frälsehemman i Rygzby. Nils Ringstedt skriver att "Hansson uppger att så sent som på 1920-talet fanns fortfarande ett stort antal husgrunder synliga på den plats där två 1600-talsgårdar en gång låg". Som nämnts ovan kan det vara norr om platsen för skolan.
För Riksby rote byggdes i slutet av 1700-talet Norrby båtsmanstorp. De tre gårdarna Riksby, Nora och Norrby svarade för torpet. Båtsmanstorpet lydde under Ulvsunda säteri och är det enda bevarade båtsmanstorpet i Bromma.
När Nils Ringstedt och Bengt Windelhed inventerade området för ett antal år sedan uppmärksammade de mycket svart kulturjord. Den syntes när man på 1930-talet upptog schakt i samband med att flerfamiljshus skulle byggas på platsen strax söder om skolan. Det finns dock uppgift om att gården låg strax norr om nuvarande skolan. Funderingar finns om att den observerade kulturjorden istället vittnar om långvarig odling eller är från den förhistoriska byn. Nils Ringstedt påträffade i mars 2014 en husgrund på en höjdsträckning vid Riksbyvägen 49, alldeles väster om skolan, som ligger på Riksbyvägen 40-42. Den nya Riksbyskolan byggdes 1944 i kvarteret Gångmattan 2, skolan är dag Internationella Engelska Skolan. Denna husgrund är sannolikt vad som är kvar av Riksby gård och är byggd av stora stenar, en knapp meter hög och mäter 7x14 meter. Det är inte känt när gården byggdes.

## Riksby koloniträdgårdsområde tillkom 1930

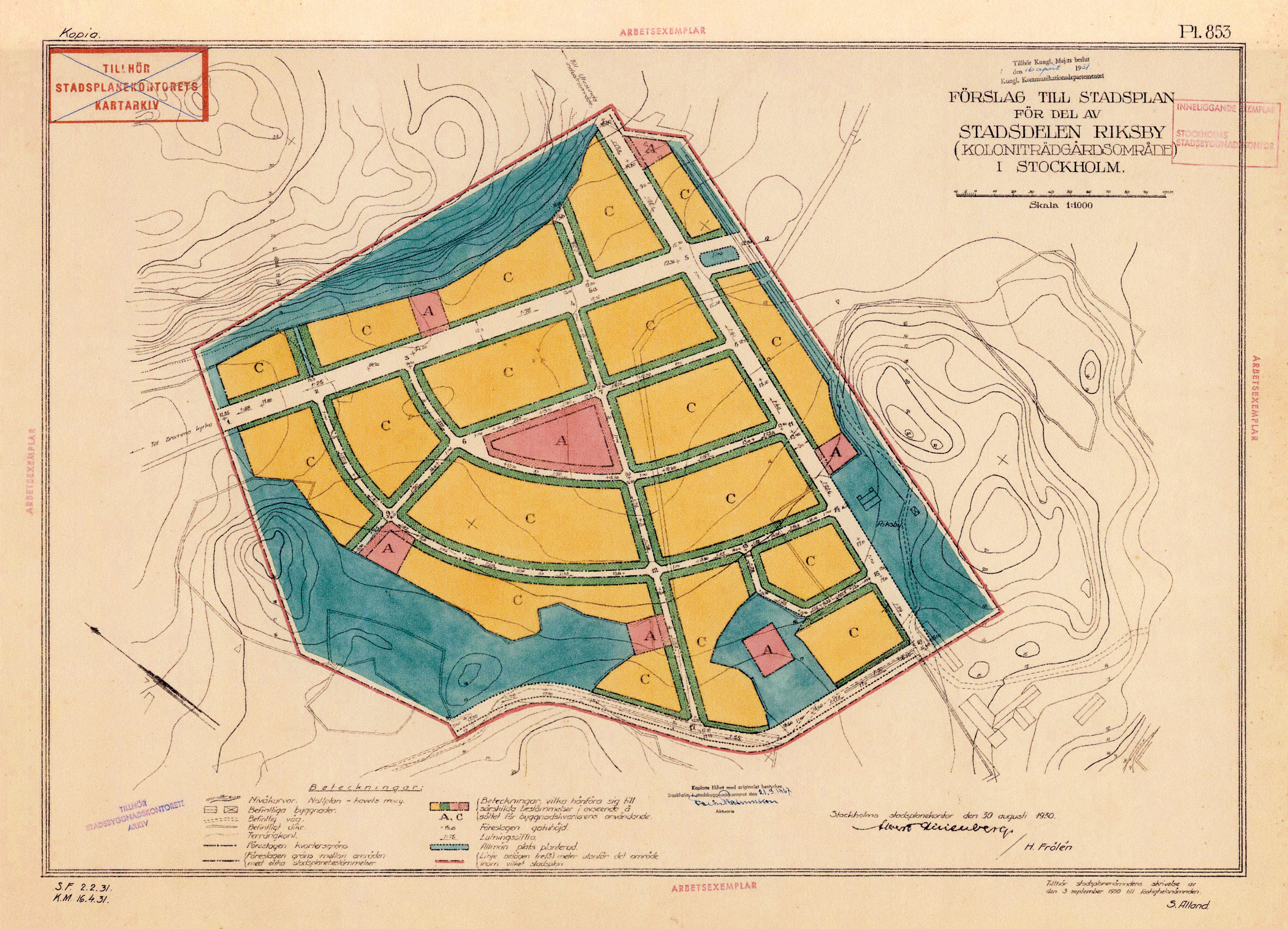
Stadsplanen för Riksby koloniträdgårdsområde, daterad den 30 augusti 1930, undertecknad av Albert Lilienberg.

Namnet "Riksby" härrör från en medeltida by som låg mellan Lillsjön och Bromma flygfälts södra del. Området tillhörde tidigare Åkeshovs slott, men Stockholms stad köpte marken 1904. På Åkeshovs slotts mark skapades stadsdelarna Nockeby, Nockebyhov, Höglandet, Åkeslund, Åkeshov och delar av Riksby. Stadsdelen Riksby bildades redan 1926. Riksby gård fanns kvar till omkring år 1930 och många av husen i Riksby började byggas i början på 1930-talet. Riksby gård låg i södra delen av det koloniträdgårdsområde, Riksby koloniträdgårdsområde, som då stadsplanerades och utbyggdes. Under mellankrigstiden tillkom flera koloniträdgårdsområden i Bromma, flera av dem i Riksby och i närheten.
Riksby koloniträdgårdsområde tillkom 1930, såsom ovan nämnts. Då flyttade stugägarna till Riksby från den gamla Fredhällskolonin på Kungsholmen. 1939 bestämde man att området skulle bebyggas med hyreshus och följande år fick kolonisterna flytta till Glia och Kortenslund. Iris Glia trädgårdsområde och Iris Riksby bildades 1939. Numera består föreningen av tre koloniträdgårdar, nämligen Iris Lillsjön, Iris Riksby och Iris Glia. Kortenslund (Koloniträdgårdsföreningen Linnéa) anlades 1939-1940. Kortenslunds båtsmanstorp var namnet på det gamla torp som en gång låg på den plats där kolonin nu ligger.